# Phaeoceros udarii
Phaeoceros udarii là một loài rêu trong họ Anthocerotaceae. Loài này được A. K. Asthana & V. Nath mô tả khoa học đầu tiên năm 1993.